# Clorur d'acriloïl
El clorur d'acriloïl, també conegut com a clorur de 2-propenoil o clorur d'àcid acrílic, és el compost orgànic amb la fórmula CH2=CHCO(Cl). És un líquid incolor, encara que les mostres envellides semblen grogues. Tot i que pertany al grup de compostos dels clorurs àcids, la seva síntesi i reactivitat són una mica diferents.

## Preparació
El clorur d'acriloïl es pot preparar tractant l'àcid acrílic amb clorurs d'àcid, originalment el clorur de benzoïl. Agents de cloració convencionals d'una sola olla, p. El clorur de tionil, ⁣ el triclorur de fòsfor, són ineficaços. Les condicions de flux permeten l'ús d'una gamma ampliada d'agents de cloració, com ara el clorur d'oxalil i el clorur de tionil.

## Usos
Aquest compost experimenta les reaccions habituals dels clorurs àcids. Per exemple, reacciona fàcilment amb l'aigua, produint àcid acrílic. Quan es tracta amb sals de sodi d'àcids carboxílics, es forma l'anhídrid. Les reaccions amb alcohols i amines donen èsters i amides, respectivament. El clorur d'acriloïl s'utilitza més habitualment per a la introducció de grups acrílics en altres compostos, p. la preparació de monòmers i polímers d'acrilat.

## Toxicitat
Els símptomes de l'exposició al clorur d'acriloïl poden ser una gran irritació de la pell, els ulls, les mucoses i les vies respiratòries. La lacrimació (esquinçament) és freqüent. Es poden observar tos i dificultat per respirar juntament amb edema pulmonar en exposicions més severes. Altres signes i símptomes d'exposició aguda poden incloure mal de cap, marejos i debilitat. Els efectes gastrointestinals poden incloure nàusees, vòmits i diarrea.